# Engyophrys senta
Engyophrys senta es una especie de pez de la familia Bothidae en el orden de los Pleuronectiformes.

## Hábitat
Es un pez de mar.

## Morfología
• Pueden llegar alcanzar los 10 cm de longitud total.

## Distribución geográfica
Se encuentra en las costas del Atlántico Occidental (desde el Canadá hasta el sur de Florida y desde el norte del Golfo de México hasta el Brasil).